# Metaldehidă
Metaldehida este un compus organic, fiind un tetramer realizat de molecule de acetaldehidă, cu formula chimică (CH3CHO)4. Este utilizat ca pesticid pentru melci, limacși și alte gastropode (moluscicid).

## Obținere
Formarea tetramerului acetaldehidei este favorizată la temperaturi de aproximativ de -10 °C, iar la temperatura de 25 °C se formează favorabil trimerul denumit paraldehidă:
Reacția este reversibilă, iar prin încălzire cu acizi la temperatură ridicată, metaldehida se depolimerizează formând acetaldehidă.